# Военна полиция
Военната полиция е полицейска организация, която е свързана или е част от въоръжените сили на дадена държава.
Обикновено изпълнява полицейски функции спрямо самите въоръжени сили. Военните или военизирани части, изпълняващи полицейски функции сред цивилното население, обикновено се наричат жандармерия.
Служба „Военна полиция“ в България понастоящем е част от въоръжените сили, пряко подчинена на министъра на отбраната.